# Parco nazionale di Simlipal
Il parco nazionale di Simlipal è un parco nazionale ed una riserva di tigri situato nel distretto di Mayurbhanj, nello stato indiano dell'Orissa. Deve il nome all'abbondanza sul territorio di alberi del cotone rossi (gen. Bombax), detti appunto semul nella lingua locale.
Il parco ricopre un'area di 845,70 km² e presenta alcune bellissime cascate, tra cui quelle di Joranda e di Barehipani. Offre rifugio a novantanove tigri del Bengala (Panthera tigris tigris) e a 432 elefanti selvatici (Elephas maximus). Ospita inoltre parecchi esemplari di gaur (Bos gaurus), o bisonte indiano, e di antilopi quadricorne (Tetracerus quadricornis), così come moltissime specie di orchidee.

## Popoli indigeni
Nel dicembre 2013, 32 famiglie indigene che abitavano l'area sono state rimosse dalla riserva nel nome della conservazione delle tigri, e costrette a vivere in misere condizioni, sotto teloni di plastica.
Secondo le testimonianze raccolte da Survival International,il movimento mondiale per i diritti dei popoli indigeni, le tribù che abitano la riserva convivono da generazioni con la fauna della foresta, ma da anni subiscono persecuzioni e pressioni da parte delle guardie forestali determinate a cacciarle dall'area. “I popoli indigeni sono i migliori conservazionisti e sanno prendersi cura dei loro ambienti meglio di chiunque altro; in queste aree spesso la fauna è riuscita a sopravvivere proprio perché loro ne hanno protetto gli ecosistemi” sostiene Survival.